# Medjezikovno razumevanje
Medjezikovno razumevanje (fr. intercompréhension, angl. intercomprehension) je oblika sporazumevanja, v katerem se vsak sodelujoči izraža v svojem jeziku in razume tistega, ki ga govori drugi, da bi sploh znal ali se prej (na)učil jezika svojega sogovorca.  Medjezikovno sporazumevanje poteka med uporabniki različnih jezikov, medsebojna podobnost, sorodnost in bližina jezikov pa tovrstno sporazumevanje omogočajo. Tako sporazumevanje je možno med govorci sorodnih ali bližnjih jezikov in je npr. običajna praksa govorcev iz Skandinavije. Drug primer takega »naravnega« medjezikovnega razumevanja je sposobnost večine govorcev španščine, da razumejo govorjeno, zlasti pa pisano sorodno portugalščino, čeprav jezika pravzaprav ne znajo. Medsebojno razumevanje se tako nanaša zlasti na receptivne jezikovne kompetence, lahko pa je tudi v pomoč pri učenju sorodnih tujih jezikov. Medsebojno razumevanje je pojav večstoletne večjezične sporazumevalne tradicije v Evropi in drugod in je starejše od sodobnega koncepta modernih jezikov in učenja materinščine ter tujih jezikov..